# Município de Washington (condado de Brown, Ohio)
O município de Washington (em inglês: Washington Township) é um município localizado no condado de Brown no estado estadounidense de Ohio. No ano de 2010 tinha uma população de 2.354 habitantes e uma densidade populacional de 40,14 pessoas por km².

## Geografia
O município de Washington encontra-se localizado nas coordenadas 38° 59′ 21″ N, 83° 49′ 06″ O. Segundo a Departamento do Censo dos Estados Unidos, o município tem uma superfície total de 58.65 km², da qual 58,63 km² correspondem a terra firme e (0,03 %) 0,02 km² é água.

## Demografia
Segundo o censo de 2010, tinha 2.354 habitantes residindo no município de Washington. A densidade populacional era de 40,14 hab./km². Dos 2.354 habitantes, o município de Washington estava composto pelo 98,64 % brancos, o 0,34 % eram afroamericanos, o 0,38 % eram amerindios, o 0,13 % eram asiáticos, o 0,08 % eram de outras raças e o 0,42 % eram de uma mistura de raças. Do total da população o 0,25 % eram hispanos ou latinos de qualquer raça.